# Lycoris chinensis
Lycoris chinensis är en amaryllisväxtart som beskrevs av Hamilton Paul Traub. Lycoris chinensis ingår i släktet Lycoris och familjen amaryllisväxter. Inga underarter finns listade i Catalogue of Life.